# アダム・フランツ・カール・ツー・シュヴァルツェンベルク
アダム・フランツ・カール・ツー・シュヴァルツェンベルク（ドイツ語: Adam Franz Karl zu Schwarzenberg、1680年9月25日 - 1732年6月11日）は、神聖ローマ帝国の貴族。フェルディナント・ツー・シュヴァルツェンベルクの次男。
狩猟中の神聖ローマ皇帝カール6世に誤って撃たれ、「陛下に命を捧げるのは、臣下の義務でございます」という臨終の言葉を残して死去した。

## 子女
妻エレオノーレ・フォン・シュヴァルツェンベルク（フェルディナント・アウグスト・フォン・ロプコヴィッツの娘）との間に、1男1女を儲けた。
- ヨーゼフ1世・ツー・シュヴァルツェンベルク（ドイツ語版）
- マリア・アンナ・フォン・シュヴァルツェンベルク - バーデン＝バーデン辺境伯ルートヴィヒ・ゲオルクと結婚